# Matsubayashi Keigetsu
Matsubayashi Keigetsu (japanisch 松林 桂月; geb. 18. August 1876 in Hagi (Präfektur Yamaguchi); gest. 22. Mai 1963) war ein japanischer Maler im Nanga-Stil während der Meiji-, Taishō- und frühen Shōwa-Zeit. Zu seinen Künstlernamen gehörten Gyokukō Itsujin (玉江逸人) und Kōgaikyo Shujin (香外主人).

## Leben und Werk
Matsubayashi wurde als Itō Atsushi (伊藤 篤) geboren. Gefördert von einem Bankdirektor seiner Gegend konnte er nach Tōkyō gehen. Dort studierte er ab 1894 Malerei unter Noguchi Yūkoku (野口 幽谷; 1825–1898). Er entwickelte, beeinflusst durch die Meiji-Zeit, den Stil der Nanga-Malerei in teilweise dekorativer Richtung weiter, wobei seine akademische Ausbildung etwas im Widerspruch zu den ursprünglichen Prinzipien dieser Kunstrichtung steht.
1896 gründete Matsubayashi mit anderen die Künstlervereinigung Nihon Nanshū Gakai (日本南宗画会).
Er stellte aus in der Ausstellungsreihe des Kultusministeriums, kurz „Bunten“ (文展) genannt, und in den Nachfolgeorganisationen „Teiten“ (帝展) und  „Nitten“ (日展).
1919 wurde er Juror der Teiten, 1932 Mitglied der japanischen Akademie der Künste und 1944 wurde er „Künstler am Kaiserhof“ (帝室技芸員, Teishitsu gigei-in). 1958 erhielt Matsubayashi den japanischen Kulturorden. 1961 wurde Matsubayashi Präsident des Nihon Nanga-in (本南画院), der Nachfolgeeinrichtung der Nanshū Gakai.